# Piper salentoi
Piper salentoi är en pepparväxtart som beskrevs av Trel. & Yunck.. Piper salentoi ingår i släktet Piper och familjen pepparväxter. Inga underarter finns listade i Catalogue of Life.